# O Salnés
O Salnés è una comarca della Spagna, situata nella comunità autonoma di Galizia ed in particolare nella provincia di Pontevedra.